# Gádor
Gádor là một đô thị thuộc tỉnh Almería, ở cộng đồng tự trị Andalusia, Tây Ban Nha. Đô thị này có diện tích 88 km², dân số năm 2005 là 2933 người.

## Biến động dân số
| 1999  | 2000  | 2001  | 2002  | 2003  | 2004  | 2005  |
| ----- | ----- | ----- | ----- | ----- | ----- | ----- |
| 2,574 | 2,593 | 2,649 | 2,676 | 2,717 | 2,874 | 2,933 |

Nguồn: INE (Tây Ban Nha)